# (2983) Poltava
(2983) Poltava ist ein Asteroid des äußeren Hauptgürtels, der von dem sowjetischen Astronomen Nikolai Tschernych am 2. September 1981 am Krim-Observatorium in Nautschnyj (IAU-Code 095) entdeckt wurde.
Sichtungen des Asteroiden hatte es vorher schon mehrere gegeben: am 25. September 1933 (1933 SM) an der Königlichen Sternwarte von Belgien in Uccle, am 20. März 1955 (1955 FM) und im September 1962 (1962 SF) am Goethe-Link-Observatorium in Indiana, am 17. Juli 1971 (1971 OD), 18. November 1972 (1972 VE), 3. Dezember 1972 (1972 XK1) und 18. Oktober 1977 (1977 UO1) am Krim-Observatorium in Nautschnyj sowie am 9. und 11. November 1977 (1977 VR2) am Observatorium Zimmerwald im Kanton Bern.
Der mittlere Durchmesser von (2983) Poltava wurde mit 30,690 (± 0,178) km berechnet. Er hat eine dunkle Oberfläche mit einer errechneten Albedo von 0,072 (± 0,005). Die Rotationsperiode wurde am 19. und 28. September 2010 am Osservatorio astronomico della Regione Autonoma Valle d’Aosta in Nus-Saint-Barthélemy vom italienischen Astronomen Albino Carbognani mit einem 81-cm-Ritchey-Chrétien-Cassegrain-Teleskop mit 8,865 (± 0,003) Stunden gemessen.
Der Asteroid wurde am 18. September 1986 nach Poltawa benannt, einer Stadt in der Zentralukraine.